# Município de Vratnica
Vratnica é um antigo município localizado na atual Macedônia do Norte.